# L'esplosione
(Stanlio a Ollio)
L'esplosione (They Go Boom, nell'originale inglese) è un cortometraggio del 1929 con Stanlio e Ollio.

## Trama
Stanlio e Ollio dormono profondamente nel letto con il primo che russa rumorosamente. Quando Ollio si sveglia per uno sternuto, si accorge di come fragoroso sia il russare dell'amico. Entrambi si destano quando Hardy starnutisce così violentemente da riavvolgere rumorosamente la tenda della finestra. I suoi starnuti successivi, altrettanto potenti, fanno sì che l'intero telaio si stacchi dalla finestra e che il quadro appeso sopra la testata del letto cada dal muro e finisca sulla testa di Hardy. Per riappendere il quadro, Stanlio fora con il chiodo un tubo dal quale zampilla dell'acqua che inzuppa, ovviamente, il raffreddatissimo Ollio. Per curare il suo amico, Stanlio gli prepara, dopo alcuni imprevisti con della carta adesiva, un pediluvio bollente nel quale versa così tanta polvere di magnesia purgativa ("che stappa proprio tutto") da trasformarlo in una mistura fangosa. Poi, sollecitato da Ollio, gli prepara anche un cerotto per la schiena mentre, per curargli la gola, gli ficca in bocca un grosso batuffolo inzuppato di soluzione per gargarismi. Il tutto tra scivoloni, capitomboli e secchiate d'acqua fredda sul povero Ollio. Il cerotto adesivo si attaccherà alla camicia di notte che verrà lacerata, mentre il tampone sarà inghiottito da Ollio. Dopo tanti incidenti, i due vengono quasi alle mani e uno spintone dato a Ollio ne causa la caduta sul materasso ad aria del letto. Tutto questo baccano causa l'apparizione del padrone di casa che entra nella stanza e addossa tutta la colpa ad Ollio avvertendolo che se il frastuono dovesse ripetersi lo avrebbe buttato fuori. Per gonfiare rapidamente il materasso e rimettersi a letto, Ollio, allora, lo attacca con un tubo al rubinetto di gas gonfiandolo troppo cosicché ogni volta che uno dei due amici vi salta sopra l'altro viene sbalzato giù. Tutto questo trambusto fa ritornare il padrone di casa che prima viene ricoperto dalle piume di un cuscino e poi finisce nella fanghiglia contenuta nella tinozza del pediluvio. Infuriato il padrone di casa, corre a chiamare la polizia per cacciare i due fuori di casa. Ollio, allora, suggerisce a Stanlio di fare entrambi finta di dormire per apparire del tutto innocenti. Inavvertitamente, però, apre al massimo il rubinetto del gas che gonfia in modo spropositato il materasso tanto che i due si ritrovano ad un palmo dal soffitto. A questo punto ritorna il padrone di casa accompagnato da un agente di polizia ma costoro, vedendo l'incredibile scena, capiscono che l'esplosione del materasso è imminente e scappano. L'esplosione avviene al successivo sternuto di Ollio che causa la caduta del soffitto e dell'inquilino del piano di sopra nella stanza dei due. Ritorna, allora, il padrone di casa accompagnato questa volta da ben tre agenti ma un ultimo potentissimo sternuto di Ollio causa la caduta di quel che resta del soffitto e, conseguentemente, dei calcinacci che rovinano addosso ai poliziotti.

## Produzione
La pellicola è stata interamente girata presso gli Hal Roach Studios di Culver City.

## Distribuzione italiana
Fu distribuito solamente dalla RAI negli anni '80, col doppiaggio di Enzo Garinei, Giorgio Ariani e le musiche di Piero Montanari.